# Ode a un usignolo
(Jorge Luis Borges, Altre inquisizioni)

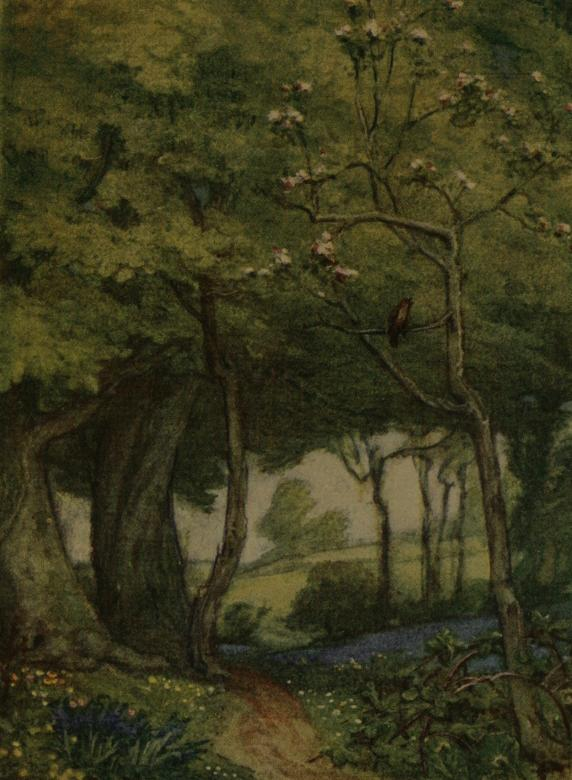
L'illustrazione del pittore inglese William James Neatby de l'Ode a un usignolo (1899)

Ode a un usignolo (Ode to a Nightingale) è un componimento lirico del poeta inglese John Keats scritta nel maggio del 1819. Essa fu redatta probabilmente o nel giardino di un popolare locale londinese o, stando alle parole dell'amico Charles Armitage Brown, sotto un albero di prugne nello stesso giardino di casa di Keats, situata nel quartiere di Hampstead.
Secondo Brown, un usignolo avrebbe costruito il suo nido vicino all'abitazione del poeta nella primavera del 1818. Ispirato dal suo canto, Keats compose la poesia in un giorno. Presto divenne parte della raccolta delle odi pubblicate nel 1819 (assieme a Ode su un'urna greca, Ode sulla Melanconia, Ode sull'indolenza e Ode a Psiche) e venne pubblicata il luglio successivo.
L'ode è una poesia che riflette la soggettività del poeta nella misura in cui descrive l'esperienza keatsiana dello stato della "negative capability". La lirica si discosta dai toni più giovanili della poetica di Keats esplorando il tema della trascendenza, del divenire e dell'eternità dell'arte.
All'usignolo descritto viene affidato l'epiteto di "immortale" ma, nonostante ciò, Keats non allude all'eternità del singolo uccello quanto piuttosto alla sua capacità di vivere, attraverso la medesima melodia, in maniera imperitura nella specie.
Nel saggio breve di Jorge Luis Borges L'usignolo di Keats, contenuto nella raccolta Altre inquisizioni, si legge:
La tesi di Schopenhauer, alla quale si riferisce lo scrittore argentino, è la seguente: 
L'ode termina con il ritorno, da parte del poeta, da quello stadio prettamente romantico che trasforma la vita in un sogno solipsistico all'interno del quale realtà e finzione appaiono fusi. "Come una campana risuona questa parola / Che mi riporta alla mia solitudine" (vv. 71-72). Gli ultimi due versi lasciano presagire al lettore che l'intera ode sia, in realtà, frutto di un sogno ad occhi aperti: "Was it a vision, or a waking dream? / Fled is that music:- Do I wake or sleep?"

## Struttura
Uno dei temi fondamentali della poetica keatsiana, e che in modo particolare si evince dal componimento in questione, è quello della possibilità di fare poesia: in un'epoca impoetica la trasmutazione di un'esperienza estatica diventa la poesia stessa. L'opera Ode a un usignolo si muove lungo una linea emblematizzata dalla fuga dal mondo a cui vengono aggiunti elementi di felicità e di dolore.
La prima strofa è caratterizzata da una prima descrizione della condizione emotiva del poeta: in essa permea un senso di ottundimento paragonato all'effetto causato dalla cicuta o dall'aver bevuto le acque del Lete. È solo negli ultimi quattro versi, quando Keats si rivolge ad una creatura (ancora non nota) definendola "driade dalle lievi ali" che "canta l'estate con la felicità dalla gola spiegata".

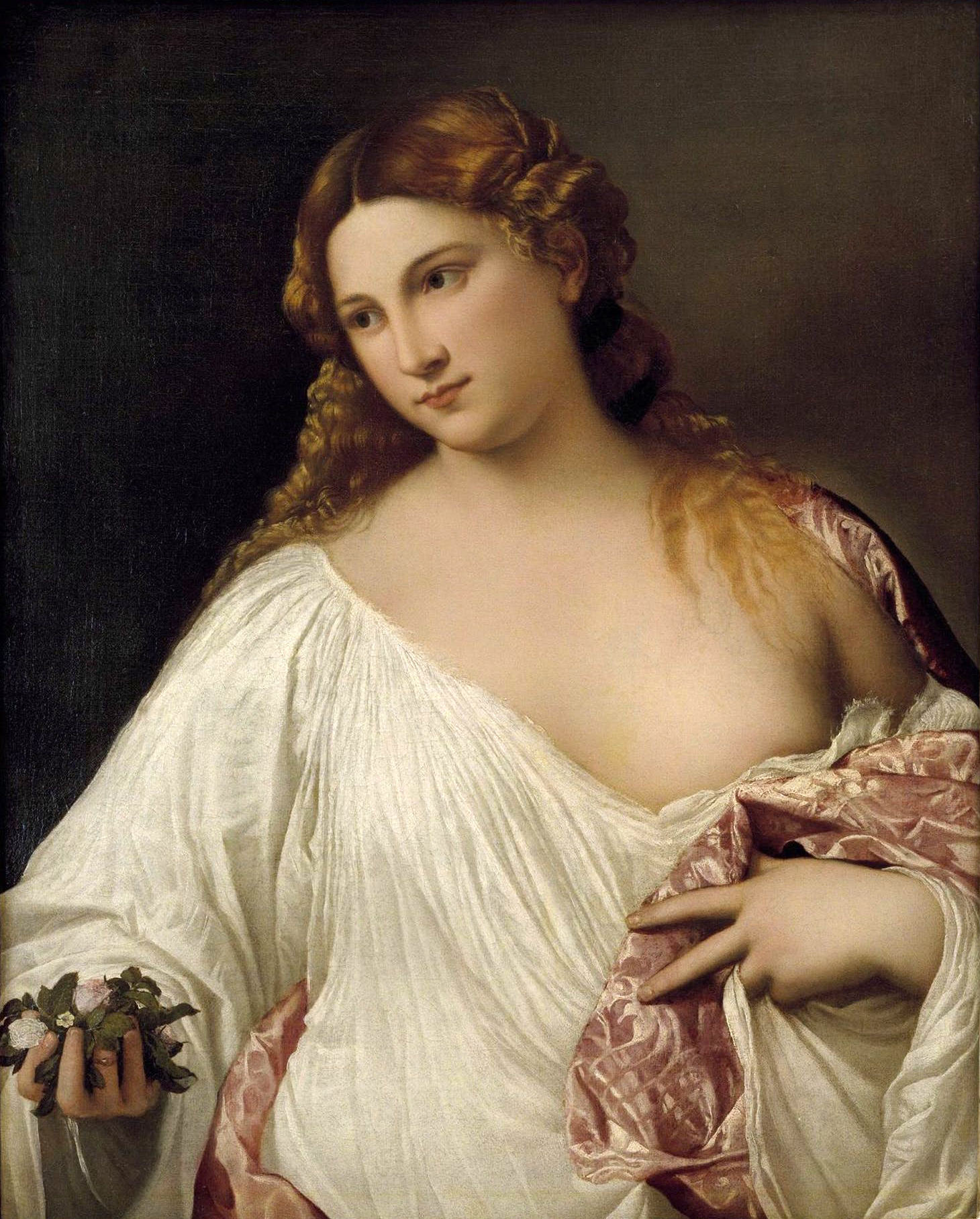
Flora, dipinto ad olio di Tiziano Vecellio, Galleria degli Uffizi, 1515 circa.

Nella seconda strofa sono presenti riferimenti mitologici a Ippocrene (la fonte attorno alla quale si riunivano le Muse per danzare e recitare secondo la mitologia greca) e Flora, elementi particolarmente presenti nella poetica di Keats la quale agisce da trait d'union fra le istanze romantiche e quelle neoclassiche. Negli ultimi due versi è presente il tema del viaggio verso l'ignoto, un qualcosa che perdurerà nella tradizione puramente decadente ed in particolar modo in Baudelaire (il quale conosceva i versi di Keats e, probabilmente, anche l'ode in questione). Il poeta spera di poter abbandonare il mondo circostante per poter andare verso le oscure foreste abitate dall'usignolo.
È nella terza strofa che vengono elencate le ragioni per le quali il poeta si augura di fuggire verso un luogo idilliaco:
What thou among the leaves hast never known, /
The weariness, the fever, and the fret /
Here, where men sit and hear each other groan; /
Where palsy shakes a few, sad, last gray hairs, /
Where youth grows pale, and spectre-thin, and dies; /
Where but to think is to be full of sorrow /
And leaden-eyed despairs, /
Where Beauty cannot keep her lustrous eyes, /
Ciò che tu, tra le foglie, non hai mai conosciuto: /
La stanchezza, la malattia, l'ansia /
Degli uomini, qui, che si sentono soffrire, /
Qui, dove il tremito scuote gli ultimi, scarsi capelli grigi, /
Dove la gioventù impallidisce, si consuma e simile a un fantasma, muore, /
Dove il pensare stesso è riempirsi di dolore, /
E la disperazione regna, dalle ciglia di piombo, /
Dove la bellezza vede spenta la luce dei suoi occhi /
E l'amore nuovo non riesce a piangerla oltre il domani.»
(Traduzione di Silvano Sabbadini)
Nella quarta strofa viene ripreso in maniera logica il discorso interrotto nella terza stanza. Keats adesso esprime apertamente la sua idea di viaggio: esso non ha da essere un qualcosa di immanente bensì trascendente. Esso, più che essere un mero spostamento, è intendibile, in maniera alquanto solipsistica, come un lasciarsi trasportare dalle "viewless wings of Poesy" (le "invisibili ali della poesia") dove "la notte è tenera / Con la sua luna regina sul trono". Questa visione si contrappone ad una realtà contingente nella quale la luce è stata soffiata via dal vento nel "buio verde e tortuoso di muschio". Degno di essere citato è Bacco, dio del vino nella tradizione romana, che viene menzionato nel secondo verso non senza scopo. È nel vino, infatti, che Keats riconosce il massimo strumento per raggiungere il piacere sensuale.
La quinta strofa si pone in linea con la tradizione romantica inglese che prevede, a differenza di quanto possiamo notare in Giacomo Leopardi o in Novalis, un attaccamento, a tratti morboso, nei confronti della natura, vista come unica dispensatrice non solo di valori estetici bensì anche etici. Se Leopardi, che vive contestualmente a Keats, vedeva nella natura la sorgente dei mali che affliggono l'uomo e la forza motrice che mira unicamente alla propria esistenza, nel tardo Keats questa istanza è completamente assente in favore di una fusione panica tra poeta e natura che, sotto certi aspetti, può ricordare la visione che ne aveva il filosofo tedesco Friedrich Schelling.

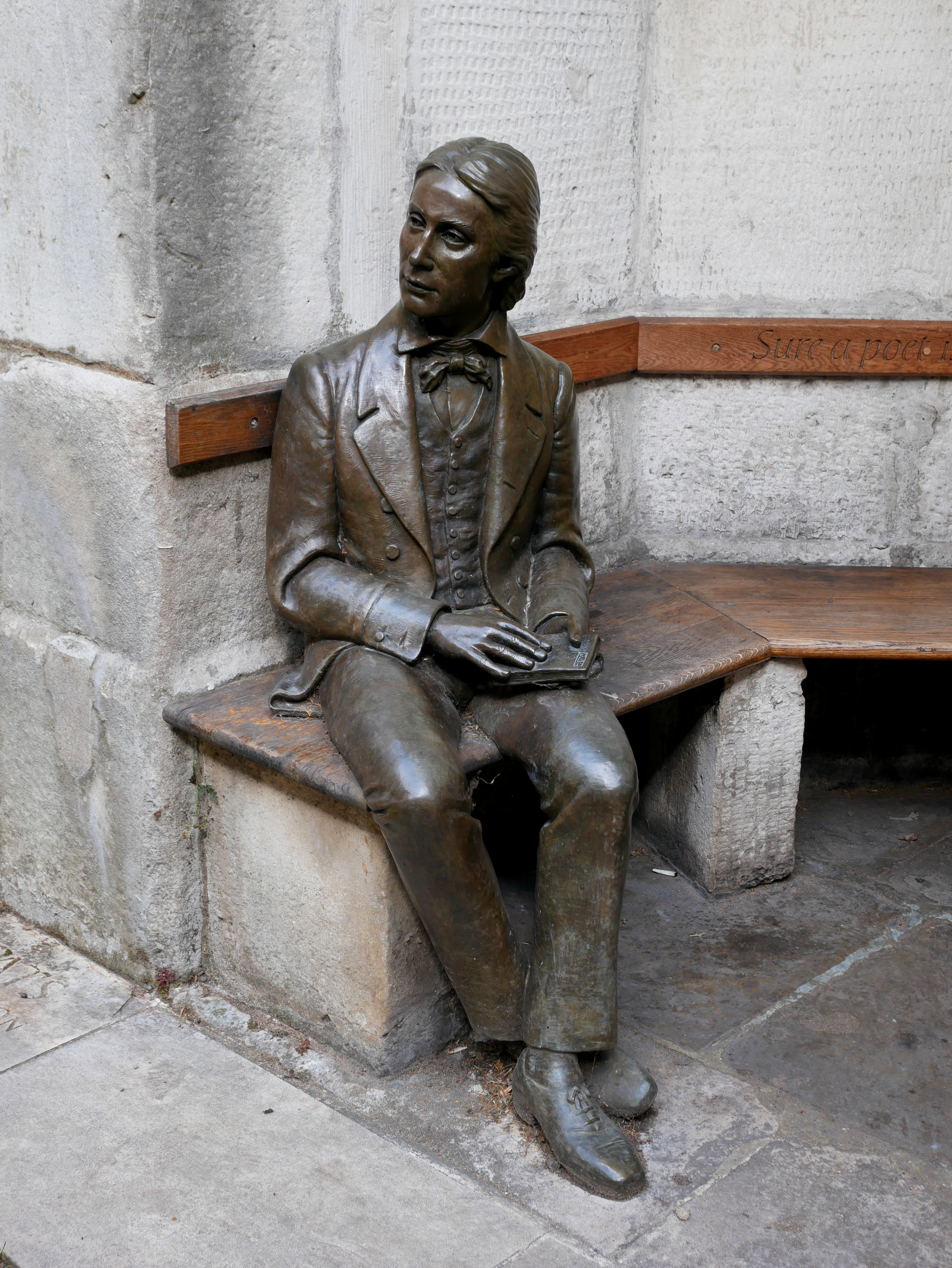
La statua di John Keats presente nel policlinico di Londra Guy's Hospital

La sesta strofa è forse quella che, al tempo stesso, mette in connubio il maggior numero di istanze romantiche dell'intera ode. L'oscurità della foresta-immaginata del poeta è connessa al pensiero della morte, la quale viene presentata come un qualcosa di molto caro al poeta ("I have been half in love with easeful Death, / Call'd him soft names in many mused rhyme, / To take into the air my quiet breath; / Now more than ever seems it rich to die, / To cease upon the midnight with no pain, / While thou art pouring forth thy soul abroad / In such ecstasy!") ora che ha udito il melodioso canto dell'usignolo. Nonostante la razionalizzazione dell'arte sia un qualcosa di puramente riduttivo nei confronti dell'arte stessa, sono da menzionare gli ultimi due versi della poesia, nei quali Keats ammette che le orecchie umane sono semplici zolle innanzi alla bellezza del suo canto, paragonato ad un requiem.
No hungry generations tread thee down; /
The voice I hear this passing night was heard /
(Traduzione di Silvano Sabbadini)
La settima stanza è forse quella che ha creato, al tempo stesso, più confusione e più ammirazione nei confronti di Keats. L'immortalità alla quale si riferisce è, in realtà, l'eternità del canto stesso che si perpetua attraverso il continuo della specie animale. La felicità dell'usignolo è il frutto della sua assenza di coscienza individuale che lo rende immortale perché indistinto dalla specie di cui fa parte. D'altronde, che la felicità sia il risultato diretto dell'assenza di verità, è un'idea che arriverà a maturare in Leopardi che, nel periodo in cui Keats scrive le sue odi, si trova a redigere l'Infinito. 
L'ultima strofa vede il ritorno del poeta allo stato di veglia ("Forlorn! the very word is like a bell / To toll me back from thee to my sole self"). Dopo un intenso vaneggiamento attorno alla melodia dell'usignolo, ora assistiamo al suo addio da parte di Keats che termina l'ode domandandosi se tutta questa esperienza vissuta fosse stata un semplice sogno o una visione di origine divina. La dicotomia sonno/veglia, realtà/ricordo è un elemento che ritroviamo anche in William Wordsworth, amico e collega di John Keats, il quale ha probabilmente influito sul risultato del presente componimento.

## Negative capability
La negative capability ('abilità negativa') è un concetto introdotto dal poeta inglese John Keats per descrivere la capacità di tollerare l'incertezza, l'ambiguità e le contraddizioni senza cercare soluzioni o risposte definitive. Keats ha utilizzato questo termine in una lettera del 21 dicembre 1817 indirizzata all'amico e poeta Richard Woodhouse.
Secondo Keats, la negative capability è la capacità di rimanere in uno stato di dubbio creativo, di sospensione del giudizio, di accettazione dell'incertezza e della complessità della vita e dell'arte. È l'abilità di immergersi nell'esperienza e di accettare il mistero, senza cercare di ridurre tutto a una spiegazione logica o razionale. È la volontà di abbracciare la bellezza e il potere delle contraddizioni e delle incertezze senza la necessità di raggiungere una conclusione definitiva.
Keats sosteneva che i grandi poeti e artisti possedessero questa negative capability che li rendeva capaci di creare opere d'arte che catturano la complessità dell'esperienza umana senza cercare di risolvere tutti i dilemmi e le contraddizioni che essa presenta. È una sorta di apertura mentale e creativa che permette di esplorare l'infinita varietà della vita senza cercare di ridurla a un'unica verità o a un sistema chiuso di significati.
La negative capability di Keats è stata spesso interpretata come una sfida all'approccio razionalista e razionalizzante alla conoscenza e all'arte. Invece di cercare risposte definitive e categoriche, Keats invitava a vivere nell'ambiguità e ad abbracciare l'incertezza come parte integrante della condizione umana e della creazione artistica. Tuttavia, essa non è una mera accettazione stoica del negativo della vita bensì qualcosa di molto più profondo: è la trasformazione artistica che tale male crea nel poeta. Ciò che comunemente viene definito "negativo" perde la sua valenza e, diventando (usando una locuzione che trova felice sintesi nella raccolta di aforismi di Nietzsche) Al di là del bene e del male, assume la connotazione di un mero oggetto artistico.

## Curiosità
Il verso 35 ("Tender is the night") ha ispirato l'omonimo romanzo di Francis Scott Fitzgerald che, nella traduzione italiana, prende il nome di Tenera è la notte.